# Hajsza (televíziós sorozat)
A Hajsza egy Észak-Írországban játszódó angol televíziós sorozat. Allan Cubitt írta és készítette, az Artists Studio gyártotta. Írországban az RTÉ One-on került adásba (2013. május 12-én), az Egyesült Királyságban a BBC Two csatornán vetítették (2013. május 13-án). Főszerepben Gillian Anderson mint Stella Gibson és Jamie Dornan, mint Paul Spector.
A sorozat második évadát 2014-ben mutatták be, a harmadikat 2 évvel később, 2016-ban adták le.
Az eredeti cím T. S. Eliot Az üresek című versének egyik sorára utal.

## Történet
Stella Gibson főfelügyelő a Fővárosi Rendőrségnél tapasztalt nyomozó, akit különböző rendőrségi ügyek felülvizsgálatával bíznak meg, most átkerül az Észak-Írországi Rendőrséghez (PSNI), hogy kielemezzen egy gyilkossági ügyet, ami már több, mint 28 napja aktív. Amikor nyilvánvalóvá válik, hogy egy sorozatgyilkossal van dolguk, a helyi nyomozóknak együtt kell dolgozniuk Stellaval, hogy megtalálják és elkapják Paul Spectort, aki fiatal, sikeres nőket támad meg Belfastban. Ahogy telik az idő Stella csapata fáradhatatlanul dolgozik azon, hogy egy bűnügyet építsenek fel ellene, de folyamatosan akadályokba ütköznek a PSNI-n belül és kívül is. Eközben Paul a gyermeke bébiszitterével igyekszik kiépíteni egy kapcsolatot, mely ismeretlen célokhoz vezet. Ahogy egyre közelebb kerülnek Paulhoz, előfordulhat, hogy a szakmai és nem a személyes döntései okozzák, hogy szembenézzen a sorsával, amire nem számított.

## Etimológia
Az írót, Allan Cubittot, gitár készítő cégek inspirálták a nevek kiválasztásánál: a Stella és Gibson is gitár márkák, ugyanúgy, mint a Bacon & Day, Brawley, Breedlove, Burns, Eastwood, Hagstrom, Kay, Martin, Music Man, Paul Reed Smith, Spector, Stagg és Tom Anderson.

## Áttekintés
Cubitt azt nyilatkozta, hogy eredetileg egy másik műsorhoz keresett anyagot, amikor egy könyvet olvasott a BTK gyilkosról (BTK = Bind, Torture, Kill: Megkötöz, megkínoz, megöl), Dennis Raderről. Cubitt azt találta, hogy a könyv felépítése, ami a BTK gyilkos támadásának rendszerezett áttekintésével kezdődött, azért volt lehetséges, mert Rader saját vallomását használták, a tárgyi bizonyítékkal, amiket hagyott és a terjedelmes bírósági bizonyítékokkal, amiket a bűnügy helyszínéről gyűjtöttek. Cubittot ez inspirálta és egy olyan szerkezetet hozott létre, ahol a gyilkos személye rögtön nyilvánosságra kerül, elkerülve ezzel a számos egyéb történet "ki tehette" aspektusát. A fókusz így a motiváció és a megbújó okokra tevődhetett át valamint a bepillantásokra, amit a gyilkos pszichológiájával kapcsolatban nyerhetünk, még egy ilyen normálisnak tűnő, funkcionáló személlyel kapcsolatban is, aki egy állással és családdal is rendelkezik. Cubitt azt mondta, ez volt a kiinduló pont, ami érdekelte őt: egy állítólagosan normálisan működő személy hogy lehet összefüggésben ezekkel a bűnügyekkel.

## Epizódok

### Első évad (2013)
Gillian Anderson mellett a főszerepben Jamie Dornan, Bronagh Waugh, Niamh McGrady, John Lynch, Archie Panjabi, Stuart Graham, Ian McElhinney, Ben Peel, Frank McCusker, Michael McElhatton és Laura Donnelly.
| Sor. | Év. | Cím                 | Rendező          | Író          | Premier         | Nézettség |
| ---- | --- | ------------------- | ---------------- | ------------ | --------------- | --------- |
| 1.   | 1.  | Dark Descent        | Jakob Verbruggen | Allan Cubitt | 2013. május 12. | 4,49      |
| 2.   | 2.  | Darkness Visible    | Jakob Verbruggen | Allan Cubitt | 2013. május 19. | 4,16      |
| 3.   | 3.  | Insolence & Wine    | Jakob Verbruggen | Allan Cubitt | 2013. május 26. | 3,96      |
| 4.   | 4.  | My Adventurous Song | Jakob Verbruggen | Allan Cubitt | 2013. június 2. | 4,28      |
| 5.   | 5.  | The Vast Abyss      | Jakob Verbruggen | Allan Cubitt | 2013. május 9.  | 4,65      |

### Második évad (2014)
Gillian Anderson mellett a főszerepben Jamie Dornan, Bronagh Waugh, Niamh McGrady, John Lynch, Archie Panjabi, Stuart Graham, Aisling Franciosi, Valene Kane, Emmett J. Scanlan, Jonjo O'Neill, Colin Morgan, Bronagh Taggart, Karen Hassan, Nick Lee, Sean McGinley, Brian Milligan és Séainín Brennan.
| Sor. | Év. | Cím                         | Rendező      | Író          | Premier            | Nézettség |
| ---- | --- | --------------------------- | ------------ | ------------ | ------------------ | --------- |
| 6.   | 1.  | These Troublesome Disguises | Allan Cubitt | Allan Cubitt | 2014. november 9.  | 3,54      |
| 7.   | 2.  | Night Darkens the Streets   | Allan Cubitt | Allan Cubitt | 2014. november 16. | 3,11      |
| 8.   | 3.  | Beauty Hath Strange Power   | Allan Cubitt | Allan Cubitt | 2014. november 23. | 3,01      |
| 9.   | 4.  | The Mind is its Own Place   | Allan Cubitt | Allan Cubitt | 2014. november 30. | 3,26      |
| 10.  | 5.  | The Perilous Edge of Battle | Allan Cubitt | Allan Cubitt | 2014. december 7.  | 3,15      |
| 11.  | 6.  | What is in Me Dark Illumine | Allan Cubitt | Allan Cubitt | 2014. december 17. | 3,60      |

### Harmadik évad (2016)
Gillian Anderson mellett a főszerepben Jamie Dornan, Bronagh Waugh, John Lynch, Aisling Franciosi, Valene Kane, Jonjo O'Neill, Colin Morgan, Aisling Bea, Richard Coyle, Barry Ward, Richard Clements, Ruth Bradley, Genevieve O'Reilly, Aidan McArdle, Denise Gough and Krister Henriksson.
| Sor. | Év. | Cím                   | Rendező      | Író          | Premier                                 | Nézettség |
| ---- | --- | --------------------- | ------------ | ------------ | --------------------------------------- | --------- |
| 12.  | 1.  | Silence and Suffering | Allan Cubitt | Allan Cubitt | 2016. szeptember 25. 2017. december 27. | 3,54      |
| 13.  | 2.  | His Troubled Thoughts | Allan Cubitt | Allan Cubitt | 2016. október 2. 2018. január 3.        | 3,17      |
| 14.  | 3.  | The Gates of Light    | Allan Cubitt | Allan Cubitt | 2016. október 9. 2018. január 10.       | 3,06      |
| 15.  | 4.  | The Hell Within Him   | Allan Cubitt | Allan Cubitt | 2016. október 16. 2018. január 17.      | 3,31      |
| 16.  | 5.  | Wounds of Deadly Hate | Allan Cubitt | Allan Cubitt | 2016. október 23. 2018. január 24.      | 3,48      |
| 17.  | 6.  | Their Solitary Way    | Allan Cubitt | Allan Cubitt | 2016. október 28. 2018. január 31.      | 3,08      |

## Fordítás
- Ez a szócikk részben vagy egészben  a   The Fall (TV series) című angol Wikipédia-szócikk ezen változatának fordításán alapul.  Az eredeti cikk szerkesztőit annak laptörténete sorolja fel. Ez a jelzés csupán a megfogalmazás eredetét és a szerzői jogokat jelzi, nem szolgál a cikkben szereplő információk forrásmegjelöléseként.